# Кістоун (Айова)
Кістоун (англ. Keystone) — місто (англ. city) в США, в окрузі Бентон штату Айова. Населення — 599 осіб (2020).

## Географія
Кістоун розташований за координатами 41°59′59″ пн. ш. 92°11′54″ зх. д. / 41.99972° пн. ш. 92.19833° зх. д. (41.999718, -92.198287).  За даними Бюро перепису населення США в 2010 році місто мало площу 1,17 км², уся площа — суходіл.

## Демографія
Згідно з переписом 2010 року, у місті мешкали 622 особи в 250 домогосподарствах у складі 165 родин. Густота населення становила 532 особи/км².  Було 280 помешкань (239/км²).
Расовий склад населення:
| - 99,2 % — білих - 0,5 % — корінних американців - 0,2 % — азіатів |

До двох чи більше рас належало 0,2 %. Частка іспаномовних становила 0,6 % від усіх жителів.
За віковим діапазоном населення розподілялося таким чином: 24,0 % — особи молодші 18 років, 51,6 % — особи у віці 18—64 років, 24,4 % — особи у віці 65 років та старші. Медіана віку мешканця становила 42,8 року. На 100 осіб жіночої статі у місті припадало 81,9 чоловіків;  на 100 жінок у віці від 18 років та старших — 80,5 чоловіків також старших 18 років.
Середній дохід на одне домашнє господарство  становив 59 446 доларів США (медіана — 56 161), а середній дохід на одну сім'ю — 71 579 доларів (медіана — 68 500). Медіана доходів становила 47 679 доларів для чоловіків та 32 188 доларів для жінок. За межею бідності перебувало 7,3 % осіб, у тому числі 8,6 % дітей у віці до 18 років та 12,5 % осіб у віці 65 років та старших.
Цивільне працевлаштоване населення становило 303 особи. Основні галузі зайнятості: освіта, охорона здоров'я та соціальна допомога — 26,7 %, роздрібна торгівля — 11,9 %, виробництво — 10,2 %.